# Michael Gross (acteur)
Pour les articles homonymes, voir Michael Gross.
Michael Gross, né le 21 juin 1947 à Chicago, est un acteur américain.

## Biographie
Né à Chicago, Michael Gross, fils d'une opératrice téléphonique et d'un concepteur d'outils, a fréquenté l'école secondaire à Kelvyn Park High School, sur le côté nord de Chicago. Il a obtenu son diplôme d'art dramatique à l'université de l'Illinois à Chicago, avant de fréquenter l'université Yale pour sa maîtrise en beaux-arts. Une de ses sœurs, Mary Gross, a fait partie de la distribution du Saturday Night Live.
Il fait ses débuts d'acteur en 1975, mais c'est en 1982 qu'il va se faire connaître du grand public en incarnant Steven Keaton, le père de famille dans la série Sacrée Famille, qui obtient un succès public et aura connu sept saisons jusqu'à l'arrêt du programme en 1989. Il est aussi apparu notamment dans un épisode de Tribunal de nuit, où il incarne un prédateur sexuel.
Après l'arrêt de Sacrée famille, il obtient le rôle de Burt Gummer, passionné des armes à feu qui va sauver une petite ville de monstres dans le film culte Tremors (1990), où il obtient un autre succès. Il reprendra ce rôle dans les six opus suivants de la franchise (1996, 2001, 2003, 2015, 2018 et 2020) ainsi que pour la série (2003). À la télévision, il participe notamment dans Boston Justice, How I Met Your Mother, Batman, la relève, Urgences (où il interprète le père du docteur Carter) et New York, police judiciaire, suivi d'un caméo dans Spin City, où il incarne le thérapeute de Michael J. Fox (son ancien partenaire de Sacrée Famille). En 2008, il a participé aux Feux de l'amour pendant un an.

## Vie privée
Gross est marié à la directrice de casting Elza Bergeron depuis le 2 juin 1984, avec laquelle il a eu deux enfants.

## Chemins de fer
Il est aussi ferrovipathe et historien amateur de chemin de fer, photographe, modéliste ferroviaire défenseur de la norme FREMO, et copropriétaire d'une compagnie de chemin de fer en activité, le Santa Fe Southern Railway (en), qui exploite un ancien embranchement du Atchison, Topeka et Santa Fe Railway. Celle-ci entre Lamy et Santa Fe au Nouveau-Mexique utilise du matériel ancien pour transporter les touristes et exploite des trains de fret modernes.
Gross est également le porte-parole de World's Greatest Hobbys. Il a également été un porte-parole de l'Opération Lifesaver (en), une campagne de promotion de la sécurité aux passages à niveaux. En 2009, Gross est le porte-parole "vedette" pour le B & O Railroad Museum de Baltimore, dans le Maryland.
En 2021, il est l'orateur principal de la convention de la National Model Railroad Association.

## Filmographie partielle

### Cinéma
- 1980 : Just Tell Me What You Want, de Sidney Lumet : Lothar
- 1988 : Quand les jumelles s'emmêlent (Big Business), de Jim Abrahams : Dr. Jay Marshall
- 1990 : Tremors de Ron Underwood : Burt Gummer
- 1991 : Cool as Ice, de David Kellogg : Gordon
- 1992 : Alan & Naomi, de Sterling Van Wagenen : Sol Silverman
- 1994 : In the Heat of Passion II: Unfaithful, de Catherine Cyran : Howard
- 1996 : Les Enfants du diable (Sometimes They Come Back... Again) (Vidéo), de Adam Grossman : Jon Porter
- 1996 : Tremors 2 : Les Dents de la Terre (Tremors 2 : Aftershocks) (Vidéo), de S. S. Wilson : Burt Gummer
- 1997 : True Heart, de Catherine Cyran : Dick
- 1997 : Kounterfeit, de John Mallory Asher : Captain Evans
- 1998 : Tour de contrôle (Ground Control) , de Richard Howard : Murray
- 2001 : Tremors 3 : Le Retour (Tremors 3 : Back to Perfection) (Vidéo), de Brent Maddock : Burt Gummer
- 2004 : Tremors 4 : La légende commence (Tremors 4 : The Legend begins) (Vidéo), de S. S. Wilson : Hiram Gummer
- 2008 : An American in China, de Ron Berrett : Manny Bradock
- 2008 : Prehistoric ou Jurassic Commando (100 Million BC) (Vidéo), de Griff Furst : Franck Reno
- 2008 : Broken Windows, de Tony Hickman : Teddy
- 2009 : Stay Cool, de Michael Polish : Mr. McCarthy
- 2012 : Atlas Shrugged: Part II, de John Putch : Ted Buzz Killman
- 2015 : Tremors 5: Bloodline : Burt Gummer
- 2018 : Tremors 6: A Cold Day In Hell : Burt Gummer
- 2019 : Noelle de Marc Lawrence : Elder Elf Abe
- 2019 : La sœur de la mariée, de Sam Irvin : Robert
- 2020 : Tremors 7: Shrieker Island : Burt Gummer

### Télévision

#### Séries télévisées
- 1982-1989 : Sacrée Famille : Steven Keaton
- 1996 : Au-delà du réel : l'aventure continue / The Outer Limits : Stanley : Clair de lune / Inconstant Moon) (saison 2, épisode 12)
- 1999 : Ally McBeal : Mr Volpe (saison 2, épisode 20)
- 2000 : Spin City : Dr Peterson (saison 4, épisode 25)
- 2000 : New York, police judiciaire : Carl Braddock (saison 10, épisode 16)
- 2001-2004 : Urgences : John 'Jack' Carter (6 épisodes)
- 2005 : How I Met Your Mother : Le père de Ted Mosby
- 2002 : New York, section criminelle : Dr Charles Webb (saison 1, épisode 12)
- 2002 : New York, unité spéciale : Arthur Eastermann (saison 4, épisode 4)
- 2003 : Tremors, de Brent Maddock, Nancy Roberts et S. S. Wilson : Burt Gummer
- 2007 : Boston Justice : Father Nicholas McClinton (1 épisode)
- 2008-2009 : Les Feux de l'amour : River-lowell Baldwin
- 2016 : New York, unité spéciale : Jeffrey Prince (saison 17, épisode 21)

#### Téléfilms
- 2011 : Les 12 vœux de Noël (12 Wishes of Christmas) : Harry
- 2012 : 193 coups de folie (Blue-Eyed Butcher) : Ron Wright
- 2012 : Adoption à risques (Adopting Terror) : Docteur Ziegler
- 2012 : La Liste du Père Noël (Naughty Or Nice) : Walter Kringle
- 2015 : Profession Père Noël : Nick Claus
- 2019 : Noël Actually (Christmas reservations) : Tom
- 2024 : The Merry Gentlemen : Stan